# Karma to Burn
Karma to Burn (иногда просто K2B) — Стоунер-метал-группа из Моргантауна (Западная Виргиния), состоящая из гитариста William Mecum, басиста Rich Mullins, барабанщика Rob Oswald и вокалиста и гитариста Daniel Davies. Группа отличается бескомпромиссным инструментальным звуком, в котором ясно слышны отголоски звучания таких desert rock групп как Kyuss и The Obessed, хотя сами участники группы предпочитают именовать свой жанр «malternative».

## Дискография

### Студийные альбомы
- Karma to Burn[англ.] (Roadrunner Records, 1997)
- Wild, Wonderful Purgatory[англ.] (Roadrunner Records, 1999)
- Almost Heathen[англ.] (Spitfire Records, 2001)
- Appalachian Incantation[англ.] (Napalm Records, 2010)
- V[англ.] (Napalm Records, 2011)
- Arch Stanton[англ.] (FABA/Deepdive Records, 2014)

### EP’s
- Incantation’s Ingredients (Napalm Records, 2010)
- Karma to Burn (Heavy Psych Sounds, 2013)

### Компиляции
- Mountain Mama′s — A collection of the works of Karma to Burn (Roadrunner Records, 2007-Limited Edition to 2000 copies)
- Live in London & Chasing the Dragon (DRP Records, 2009-Limited Edition to 250 copies)

### Видео
- Live 2009 — Reunion Tour